# Mickaël Solvi
Mickaël Solvi (11 gennaio 1987) è un calciatore francese di origini guianesi, attaccante del Montjoly e della Selezione della Guyana francese.

## Carriera

### Nazionale
Ha debuttato in Nazionale il 20 maggio 2014, nell'amichevole Guyana francese-Suriname (0-0). Ha messo a segno la sua prima rete con la maglia della Nazionale il 30 maggio 2014, in Guyana francese-Isole Vergini britanniche (6-0). Nel 2017 viene inserito nella lista dei convocati per la Gold Cup 2017.